# Campeonato Europeu de Patinação Artística no Gelo de 1999
O Campeonato Europeu de Patinação Artística no Gelo de 1999 foi a nonagésima primeira edição do Campeonato Europeu de Patinação Artística no Gelo, um evento anual de patinação artística no gelo organizado pela União Internacional de Patinação (em inglês:  International Skating Union) onde os patinadores artísticos competem pelo título de campeão europeu. A competição foi disputada entre os dias 24 de janeiro e 31 de janeiro, na cidade de Praga, República Tcheca.

## Eventos
- Individual masculino
- Individual feminino
- Duplas
- Dança no gelo

## Medalhistas
| Evento                        | Ouro                                         | Prata                                       | Bronze                                     |
| Individual masculino detalhes | Alexei Yagudin · Rússia                      | Evgeni Plushenko · Rússia                   | Alexei Urmanov · Rússia                    |
| Individual feminino detalhes  | Maria Butyrskaya · Rússia                    | Julia Soldatova · Rússia                    | Viktoria Volchkova · Rússia                |
| Duplas detalhes               | Maria Petrova · Alexei Tikhonov · Rússia     | Dorota Zagórska · Mariusz Siudek · Polônia  | Sarah Abitbol · Stéphane Bernadis · França |
| Dança no gelo detalhes        | Anjelika Krylova · Oleg Ovsyannikov · Rússia | Marina Anissina · Gwendal Peizerat · França | Irina Lobacheva · Ilia Averbukh · Rússia   |

## Resultados

### Individual masculino
| Pos.                                                  | Nome                   | Nacionalidade    | Pontos | QA | QB | PC | PL |
| ----------------------------------------------------- | ---------------------- | ---------------- | ------ | -- | -- | -- | -- |
| Medalha de ouro                                       | Alexei Yagudin         | Rússia           | 3.4    | 3  | —  | 2  | 1  |
| Medalha de prata                                      | Evgeni Plushenko       | Rússia           | 4.2    | —  | 1  | 3  | 2  |
| Medalha de bronze                                     | Alexei Urmanov         | Rússia           | 4.4    | —  | 2  | 1  | 3  |
| 4                                                     | Andrejs Vlascenko      | Alemanha         | 8.4    | 2  | —  | 6  | 4  |
| 5                                                     | Laurent Tobel          | França           | 10.8   | 1  | —  | 9  | 5  |
| 6                                                     | Ivan Dinev             | Bulgária         | 11.0   | 4  | —  | 4  | 7  |
| 7                                                     | Evgeni Pliuta          | Ucrânia          | 11.4   | —  | 3  | 7  | 6  |
| 8                                                     | Vincent Restencourt    | França           | 13.0   | —  | 5  | 5  | 8  |
| 9                                                     | Vitali Danilchenko     | Ucrânia          | 18.2   | —  | 4  | 11 | 10 |
| 10                                                    | Patrick Meier          | Suíça            | 19.4   | —  | 8  | 12 | 9  |
| 11                                                    | Robert Grzegorczyk     | Polônia          | 19.8   | 7  | —  | 10 | 11 |
| 12                                                    | Sergei Rylov           | Azerbaijão       | 23.4   | —  | 6  | 15 | 12 |
| 13                                                    | Neil Wilson            | Reino Unido      | 24.0   | 8  | —  | 13 | 13 |
| 14                                                    | Szabolcs Vidrai        | Hungria          | 24.8   | 5  | —  | 8  | 18 |
| 15                                                    | Róbert Kažimír         | Eslováquia       | 27.8   | 9  | —  | 17 | 14 |
| 16                                                    | Margus Hernits         | Estônia          | 29.8   | —  | 10 | 18 | 15 |
| 17                                                    | Stefan Lindemann       | Alemanha         | 29.8   | 6  | —  | 14 | 19 |
| 18                                                    | Michael Tyllesen       | Dinamarca        | 30.4   | —  | 12 | 16 | 16 |
| 19                                                    | Johnny Rønne Jensen    | Dinamarca        | 33.2   | —  | 9  | 21 | 17 |
| 20                                                    | Gheorghe Chiper        | Romênia          | 37.6   | 13 | —  | 19 | 21 |
| 21                                                    | Vakhtang Murvanidze    | Geórgia          | 38.0   | —  | 7  | 22 | 22 |
| 22                                                    | Jan Čejvan             | Eslovênia        | 38.6   | 12 | —  | 23 | 20 |
| 23                                                    | Lukáš Rakowski         | República Tcheca | 40.0   | 10 | —  | 20 | 24 |
| 24                                                    | Clive Shorten          | Reino Unido      | 43.0   | —  | 14 | 24 | 23 |
| Não avançaram para a patinação livre / programa longo |                        |                  |        |    |    |    |    |
| 25                                                    | Patrick Schmit         | Luxemburgo       | —      | —  | 13 | 25 |    |
| 26                                                    | Sergejs Telenkov       | Letônia          | —      | —  | 11 | 28 |    |
| 27                                                    | Hristo Turlakov        | Bulgária         | —      | —  | 15 | 26 |    |
| 28                                                    | Angelo Dolfini         | Itália           | —      | 14 | —  | 27 |    |
| 29                                                    | Markus Leminen         | Finlândia        | —      | 11 | —  | 29 |    |
| 30                                                    | Filip Stiller          | Suécia           | —      | 15 | —  | 30 |    |
| Não avançaram para o programa curto                   |                        |                  |        |    |    |    |    |
| 31                                                    | Clemens Jonas          | Áustria          | —      | 16 | —  |    |    |
| 31                                                    | Miguel Alegre          | Espanha          | —      | —  | 16 |    |    |
| 33                                                    | Matthew van den Broeck | Bélgica          | —      | 17 | —  |    |    |
| 33                                                    | Edgar Grigoryan        | Armênia          | —      | —  | 17 |    |    |
| 35                                                    | Panagiotis Markouizos  | Grécia           | —      | —  | 18 |    |    |

### Individual feminino
| Pos.                                                  | Nome                   | Nacionalidade    | Pontos | QA | QB | PC | PL |
| ----------------------------------------------------- | ---------------------- | ---------------- | ------ | -- | -- | -- | -- |
| Medalha de ouro                                       | Maria Butyrskaya       | Rússia           | 2.0    | 1  | —  | 1  | 1  |
| Medalha de prata                                      | Julia Soldatova        | Rússia           | 5.2    | —  | 1  | 3  | 3  |
| Medalha de bronze                                     | Viktoria Volchkova     | Rússia           | 7.0    | 2  | —  | 2  | 5  |
| 4                                                     | Diána Póth             | Hungria          | 8.8    | 3  | —  | 6  | 4  |
| 5                                                     | Vanessa Gusmeroli      | França           | 9.8    | —  | 2  | 5  | 6  |
| 6                                                     | Júlia Sebestyén        | Hungria          | 11.4   | 7  | —  | 11 | 2  |
| 7                                                     | Elena Liashenko        | Ucrânia          | 13.8   | 6  | —  | 4  | 9  |
| 8                                                     | Yulia Lavrenchuk       | Ucrânia          | 14.2   | 5  | —  | 7  | 8  |
| 9                                                     | Alisa Drei             | Finlândia        | 15.6   | 8  | —  | 9  | 7  |
| 10                                                    | Sabina Wojtala         | Polônia          | 18.4   | —  | 3  | 12 | 10 |
| 11                                                    | Julia Lautowa          | Áustria          | 18.4   | 4  | —  | 8  | 12 |
| 12                                                    | Eva-Maria Fitze        | Alemanha         | 20.6   | —  | 4  | 10 | 13 |
| 13                                                    | Silvia Fontana         | Itália           | 23.2   | —  | 8  | 15 | 11 |
| 14                                                    | Zuzana Paurova         | Eslováquia       | 26.0   | 9  | —  | 14 | 14 |
| 15                                                    | Yulia Vorobieva        | Azerbaijão       | 28.0   | —  | 7  | 17 | 15 |
| 16                                                    | Kaja Hanevold          | Noruega          | 29.2   | —  | 11 | 13 | 17 |
| 17                                                    | Marion Krijgsman       | Países Baixos    | 30.4   | —  | 9  | 18 | 16 |
| 18                                                    | Valeria Trifancova     | Letônia          | 33.4   | 12 | —  | 16 | 19 |
| 19                                                    | Olga Vassiljeva        | Estônia          | 36.4   | —  | 10 | 24 | 18 |
| 20                                                    | Veronika Dytrtová      | República Tcheca | 36.8   | 10 | —  | 18 | 22 |
| 21                                                    | Idora Hegel            | Croácia          | 38.6   | —  | 14 | 20 | 21 |
| 22                                                    | Klara Bramfeldt        | Suécia           | 38.8   | 14 | —  | 22 | 20 |
| 23                                                    | Sanna Maija Wiksten    | Finlândia        | 41.0   | 11 | —  | 21 | 24 |
| 24                                                    | Anna Dimova            | Bulgária         | 42.0   | 13 | —  | 23 | 23 |
| Não avançaram para a patinação livre / programa longo |                        |                  |        |    |    |    |    |
| 25                                                    | Christel Borghi        | Suíça            | —      | —  | 13 | 25 |    |
| 26                                                    | Ingrida Snieskiene     | Lituânia         | —      | 15 | —  | 26 |    |
| 27                                                    | Dorothee Derroitte     | Bélgica          | —      | —  | 12 | 28 |    |
| 28                                                    | Helena Pajović         | Iugoslávia       | —      | —  | 15 | 27 |    |
| WD                                                    | Tanja Szewczenko       | Alemanha         | —      | —  | 4  | WD |    |
| WD                                                    | Laetitia Hubert        | França           | —      | —  | 6  | WD |    |
| Não avançaram para o programa curto                   |                        |                  |        |    |    |    |    |
| 31                                                    | Marta Senra            | Espanha          | —      | —  | 16 |    |    |
| 31                                                    | Salome Chigogidze      | Geórgia          | —      | 16 | —  |    |    |
| 33                                                    | Anna Chatziathanassiou | Grécia           | —      | —  | 17 |    |    |
| WD                                                    | Mojca Kopač            | Eslovênia        | —      | —  | —  |    |    |
| WD                                                    | Stephanie Main         | Reino Unido      | —      | —  | —  |    |    |

### Duplas
| Pos.              | Nome                                  | Nacionalidade    | Pontos | PC | PL |
| ----------------- | ------------------------------------- | ---------------- | ------ | -- | -- |
| Medalha de ouro   | Maria Petrova / Alexei Tikhonov       | Rússia           | 3.5    | 5  | 1  |
| Medalha de prata  | Dorota Zagórska / Mariusz Siudek      | Polônia          | 4.0    | 4  | 2  |
| Medalha de bronze | Sarah Abitbol / Stéphane Bernadis     | França           | 4.0    | 2  | 3  |
| 4                 | Peggy Schwarz / Mirko Müller          | Alemanha         | 6.5    | 3  | 5  |
| 5                 | Tatiana Totmianina / Maxim Marinin    | Rússia           | 7.5    | 7  | 4  |
| 6                 | Yulia Obertas / Dmitri Palamarchuk    | Ucrânia          | 9.0    | 6  | 6  |
| 7                 | Kateřina Beránková / Otto Dlabola     | República Tcheca | 11.0   | 8  | 7  |
| 8                 | Tatiana Chuvaeva / Viacheslav Chili   | Ucrânia          | 13.0   | 10 | 8  |
| 9                 | Evgenia Filonenko / Igor Marchenko    | Ucrânia          | 13.5   | 9  | 9  |
| 10                | Oľga Beständigová / Jozef Beständig   | Eslováquia       | 16.5   | 13 | 10 |
| 11                | Ekaterina Danko / Gennadi Emeljenenko | Bielorrússia     | 17.0   | 12 | 11 |
| 12                | Inga Rodionova / Aleksandr Anichenko  | Azerbaijão       | 17.5   | 11 | 12 |
| 13                | Mariana Kautz / Norman Jeschke        | Alemanha         | 20.0   | 14 | 13 |
| 14                | Maria Krasiltseva / Artem Znachkov    | Armênia          | 22.0   | 16 | 14 |
| 15                | Milena Marinovitch / Stoyan Kazakov   | Bulgária         | 22.5   | 15 | 15 |
| WD                | Elena Berezhnaya / Anton Sikharulidze | Rússia           | —      | 1  | WD |
| WD                | Veronika Ruzkova / Marek Sedlmajer    | República Tcheca | —      | WD |    |

### Dança no gelo
| Pos.                             | Nome                                     | Nacionalidade    | Pontos | DC1 | DC2 | DO | DL |
| -------------------------------- | ---------------------------------------- | ---------------- | ------ | --- | --- | -- | -- |
| Medalha de ouro                  | Anjelika Krylova / Oleg Ovsyannikov      | Rússia           | 2.0    | 1   | 1   | 1  | 1  |
| Medalha de prata                 | Marina Anissina / Gwendal Peizerat       | França           | 4.0    | 2   | 2   | 2  | 2  |
| Medalha de bronze                | Irina Lobacheva / Ilia Averbukh          | Rússia           | 6.0    | 3   | 3   | 3  | 3  |
| 4                                | Barbara Fusar-Poli / Maurizio Margaglio  | Itália           | 8.0    | 4   | 4   | 4  | 4  |
| 5                                | Margarita Drobiazko / Povilas Vanagas    | Lituânia         | 10.0   | 5   | 5   | 5  | 5  |
| 6                                | Kati Winkler / René Lohse                | Alemanha         | 12.0   | 6   | 6   | 6  | 6  |
| 7                                | Elena Grushina / Ruslan Goncharov        | Ucrânia          | 14.0   | 7   | 7   | 7  | 7  |
| 8                                | Sylwia Nowak / Sebastian Kolasiński      | Polônia          | 17.0   | 8   | 8   | 8  | 9  |
| 9                                | Albena Denkova / Maxim Staviyski         | Bulgária         | 17.4   | 10  | 10  | 9  | 8  |
| 10                               | Galit Chait / Sergey Sakhnovsky          | Israel           | 20.0   | 11  | 9   | 10 | 10 |
| 11                               | Tatiana Navka / Roman Kostomarov         | Rússia           | 21.8   | 9   | 12  | 11 | 11 |
| 12                               | Isabelle Delobel / Olivier Schoenfelder  | França           | 23.8   | 12  | 11  | 12 | 12 |
| 13                               | Dominique Deniaud / Martial Jaffredo     | França           | 26.0   | 13  | 13  | 13 | 13 |
| 14                               | Charlotte Clements / Gary Shortland      | Reino Unido      | 28.0   | 14  | 14  | 14 | 14 |
| 15                               | Eliane Hugentobler / Daniel Hugentobler  | Suíça            | 30.0   | 15  | 15  | 15 | 15 |
| 16                               | Stephanie Rauer / Thomas Rauer           | Alemanha         | 32.2   | 17  | 16  | 16 | 16 |
| 17                               | Zuzana Merzova / Tomas Morbacher         | Eslováquia       | 34.4   | 16  | 17  | 18 | 17 |
| 18                               | Francesca Fermi / Diego Rinaldi          | Itália           | 35.4   | 18  | 18  | 17 | 18 |
| 19                               | Angelika Füring / Bruno Ellinger         | Áustria          | 38.0   | 19  | 19  | 19 | 19 |
| 20                               | Gabriela Hrazska / Jiří Prochazká        | República Tcheca | 40.4   | 22  | 20  | 20 | 20 |
| 21                               | Kristina Kobaladze / Oleg Voiko          | Ucrânia          | 42.2   | 21  | 22  | 21 | 21 |
| 22                               | Jenny Dahlen / Igor Lukanin              | Azerbaijão       | 43.4   | 20  | 21  | 22 | 22 |
| 23                               | Bianca Szíjgyártó / Tamas Sári           | Hungria          | 46.0   | 23  | 23  | 23 | 23 |
| 24                               | Kristina Kalesnik / Aleksander Terentjev | Estônia          | 48.0   | 24  | 24  | 24 | 24 |
| Não avançaram para a dança livre |                                          |                  |        |     |     |    |    |
| 25                               | Pia-Maria Gustafsson / Antti Grönlund    | Finlândia        | —      | 25  | 25  | 25 |    |
| 26                               | Anne-Mette Poulsen / David Blazek        | Dinamarca        | —      | 26  | 26  | 26 |    |

## Quadro de medalhas
| Ordem | País    | Medalha de ouro | Medalha de prata | Medalha de bronze |    | Ordem por total |
| ----- | ------- | --------------- | ---------------- | ----------------- | -- | --------------- |
| 1     | Rússia  | 4               | 2                | 3                 | 9  | 1               |
| 2     | França  |                 | 1                | 1                 | 2  | 2               |
| 3     | Polônia |                 | 1                |                   | 1  | 3               |
| TOTAL | TOTAL   | 4               | 4                | 4                 | 12 | —               |